# Epitiostanol
Epitiostanol, được bán dưới tên thương hiệu Thiodrol, là một loại thuốc chống dị ứng và đồng hóa steroid (AAS) của nhóm dihydrotestosterone (DHT) được mô tả trong tài liệu năm 1965 và đã được bán trên thị trường ở Nhật Bản như là một chất chống ung thư ung thư vú từ năm 1977.

## Sử dụng trong y tế
Epitiostanol được sử dụng như một chất chống ung thư và chống ung thư trong điều trị ung thư vú. Nó cũng đã được tìm thấy là có hiệu quả trong điều trị gynecomastia.

## Tác dụng phụ
Một tiền chất của epitiostanol, mepitiostane, cũng được bán trên thị trường để điều trị ung thư vú, được báo cáo cho thấy tỷ lệ cao của các tác dụng phụ nam hóa như mụn trứng cá, rậm lông và thay đổi giọng nói ở phụ nữ.